# Droga wojewódzka nr 748
Droga wojewódzka nr 748 (DW748) – droga wojewódzka z Rudy Strawczyńskiej do Kostomłotów II o długości 13 km. Droga w całości znajduje się na terenie powiatu kieleckiego w województwie świętokrzyskim.

## Miejscowości leżące przy trasie DW748
- Ruda Strawczyńska
- Strawczyn
- Strawczynek
- Chełmce
- Bugaj
- Kostomłoty Drugie